# Willschütz
Willschütz ist ein Ortsteil von Dothen, einem Ortsteil von Schkölen im Saale-Holzland-Kreis in Thüringen.

## Geografie und Geologie
In diesem von Slawen gegründeten Ort sind die Strukturen eines Runddorfes erhalten geblieben. Das Dorf liegt an einer Ortsverbindungsstraße über Launewitz Richtung Schkölen an einer Erosionsrinne des Ackerbaugebietes bei Schkölen. Auch diese hier anliegenden überlößten Böden mit sandigem Lehm sind somit fruchtbar.

## Geschichte
Etwa 1145 wurde das Dorf urkundlich ersterwähnt. Diese frühe Ersterwähnung deutet auf eine sehr frühzeitige Besiedlung des Ortes durch die Slawen hin.
Willschütz gehörte anteilig sowohl zum Kurfürstentum Sachsen/Königreich Sachsen (Amt Weißenfels) bzw. ab 1815 zu Preußen als auch zum Herzogtum Sachsen-Altenburg (Kreisamt Eisenberg). Erst 1868 kam der Ort komplett zur preußischen Provinz Sachsen, welche im Gegenzug seinen zersplitterten Anteil an Königshofen an Sachsen-Altenburg abgab.